# Sportowe ratownictwo wodne na World Games 2017 – sztafeta z przeszkodami 4 x 50 m mężczyzn
Sztafeta z przeszkodami 4 x 50 m mężczyzn – jedna z konkurencji sportowego ratownictwa wodnego rozgrywanych podczas World Games 2017 we Wrocławiu.
Eliminacje i finał rozegrane zostały 21 lipca. Zawody odbyły się na pływalni w Hali „Orbita”.

## Rekordy
Przed rozpoczęciem World Games 2017 obowiązywały następujące rekordy:
| Rekord świata      | Nowa Zelandia (Steven Kent, Andy McMillan, Christopher Dawson, Andrew Trembath) | 1:37,06 | Warendorf | 20 listopada 2015 |
| Rekord World Games | Niemcy (Christian Ertel, Adrian Flügel, Marcel Hassemeier, Danny Wieck)         | 1:38,25 | Kaohsiung | 23 lipca 2009     |

## Terminarz
| Data          | Godzina (UTC+2) | Wydarzenie             |
| ------------- | --------------- | ---------------------- |
| 21 lipca 2017 | 10:42 10:48     | Wyścigi kwalifikacyjne |
| 21 lipca 2017 | 19:25           | Finał                  |

## Wyniki

### Kwalifikacje
Źródło: 

#### Wyścig 1
Godzina: 10:42
| Poz. | Sztafeta      | Zawodnicy                                                         | Tor | Wynik   | Uwagi | Kwal. |
| ---- | ------------- | ----------------------------------------------------------------- | --- | ------- | ----- | ----- |
| 1    | Niemcy        | Christian Ertel, Danny Wieck, Kevin Lehr, Joshua Perling          | 2   | 1:39,39 |       | Q     |
| 2    | Australia     | Matthew Davis, Bradley Woodward, Samuel Bell, Thomas Montgomery   | 5   | 1:40,13 |       | Q     |
| 3    | Francja       | Jérémy Badré, Gaëtan Quirin, Thomas Vilaceca, Florian Laclaustra  | 4   | 1:41,32 |       | Q     |
| 4    | Nowa Zelandia | Adam Simpson, Andrew Trembath, Oscar Williams, Jacob Hales        | 3   | 1:42,68 |       | Q     |
| 5    | Belgia        | Joni Ceusters, Pierre-Yves Romanini, Lenz Bolkmans, Wouter Baelus | 6   | 1:43,21 |       | Q     |

#### Wyścig 2
Godzina: 10:48
| Poz. | Sztafeta  | Zawodnicy                                                                 | Tor | Wynik   | Uwagi | Kwal. |
| ---- | --------- | ------------------------------------------------------------------------- | --- | ------- | ----- | ----- |
| 1    | Polska    | Cezary Kępa, Wojciech Kotowski, Bartosz Makowski, Adam Dubiel             | 2   | 1:37,77 |       | Q     |
| 2    | Japonia   | Naoya Hirano, Keisuke Hatano, Shun Nishiyama, Suguru Ando                 | 5   | 1:40,00 |       | Q     |
| 3    | Włochy    | Jacopo Musso, Sacha Andrea Bartolo, Daniele Sanna, Federico Gilardi       | 3   | 1:41,47 |       | Q     |
| 4    | Hiszpania | Eduardo Blasco, Carlos Periañez, Sergio Calderón, Francisco Javier Catalá | 6   | 1:43,66 |       | R     |
| 5    | Chiny     | Lin Junhong, Niu Yujie, Zhao Xuanming, Zhu Zihao                          | 4   | 1:44,15 |       | R     |

### Finał
Źródło: 

Godzina: 19:25
| Poz.   | Sztafeta      | Zawodnicy                                                           | Tor | Wynik   | Uwagi |
| ------ | ------------- | ------------------------------------------------------------------- | --- | ------- | ----- |
| złoto  | Japonia       | Naoya Hirano, Keisuke Hatano, Shun Nishiyama, Suguru Ando           | 3   | 1:36,62 | WR    |
| srebro | Polska        | Cezary Kępa, Wojciech Kotowski, Bartosz Makowski, Adam Dubiel       | 4   | 1:36,91 |       |
| brąz   | Francja       | Jérémy Badré, Florian Laclaustra, Gaëtan Quirin, Thomas Vilaceca    | 2   | 1:37,96 |       |
| 4      | Australia     | Matthew Davis, Bradley Woodward, Samuel Bell, Thomas Montgomery     | 6   | 1:38,64 |       |
| 5      | Niemcy        | Christian Ertel, Danny Wieck, Kevin Lehr, Joshua Perling            | 5   | 1:39,24 |       |
| 6      | Włochy        | Jacopo Musso, Sacha Andrea Bartolo, Daniele Sanna, Federico Gilardi | 7   | 1:39,33 |       |
| 7      | Belgia        | Joni Ceusters, Pierre-Yves Romanini, Lenz Bolkmans, Wouter Baelus   | 8   | 1:42,61 |       |
| 8      | Nowa Zelandia | Adam Simpson, Andrew Trembath, Oscar Williams, Jacob Hales          | 1   | 1:43,51 |       |